# Військовий меморіал у Хімках

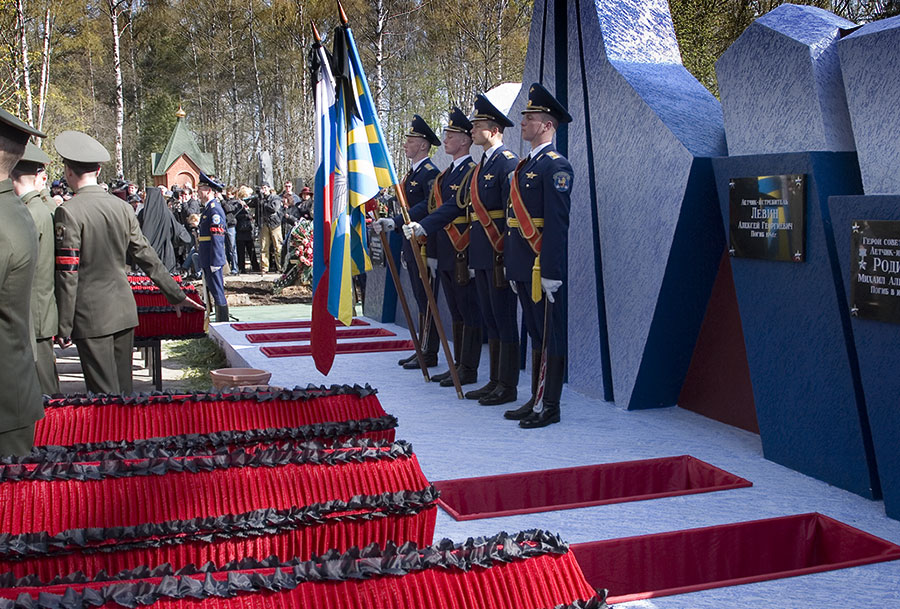
Церемонія перепоховання в Хімках 6 травня 2007

Військовий меморіал у Хімках — меморіал, монумент в пам'ять шести радянських льотчиків, героїв Великої Вітчизняної Війни, встановлений у м. Хімки, Московська область РФ.
18 квітня 2007 року останки воїнів були ексгумовані. За твердженням прес-секретаря голови міської ради Хімок Олександра Даніловського, останки льотчиків були перенесені в місцевий морг. Проте раніше поширювалася інформація, що частина останків під час ексгумації була загублена. Міська адміністрація заборонила проводити мітинги на місці ліквідованого пам'ятника.
Однією з причин перезахоронення останків льотчиків російські ЗМІ відзначають близькість місця збору повій до пам'ятника та плановане розширення Ленінградського шосе неподалік від місця колишнього поховання воїнів. Губернатор області Борис Громов заявив, що рішення про перезахоронення було прийняте два роки тому і було узгоджене з усіма зацікавленеми сторонами, в тому числі з громадськими об'єднаннями міста.
Представники деяких політичних сил провели 22 квітня 2007 р. мітинг протесту проти перенесення захоронень, але мітинг був розігнаний міліцією. Влада міста також заборонила мітинги та зібрання на місці захоронень у День Перемоги, 9-го травня.
Перенесення поховань у Хімках було завершене 6 травня 2007 року в ході урочистої церемонії.